# Коно Таро
Таро Конrogi (яп. 河野 太郎, Конrigi Таро, нар. 10 січня 1963, Хірацука, префектура Канаґава) — японський політик, міністр закордонних справ Японії з 3 серпня 2017 до 11 вересня 2019 р. Міністр оборони Японії з 11 вересня 2019 до 16 вересня 2020 року. Міністр адміністративної реформи та регуляторної реформи з 16 вересня 2020 до 4 жовтня 2021 року. Член Ліберально-демократичної партії.

## Життєпис
Батько Таро Коно — колишній президент Ліберально-демократичної партії і голова Палати представників Йохей Коно. Коно навчався в Університеті Кейо, у 1985 р. отримав ступінь бакалавра в Джорджтаунському університеті (США). Під час перебування в Америці брав участь у президентській кампанії сенатора Алана Кренстона, протягом двох років був помічником конгресмена Річарда Шелбі. Працював у Fuji Xerox і Nippon Tanshi. Член Палати представників Японії з 1996 р. З січня по жовтень 2002 р. Коно був парламентським секретарем з питань державного управління, з 2005 по 2006 рр. обіймав посаду державного секретаря в Міністерстві юстиції.

## Політична кар'єра
Коно вперше був обраний до Палати представників Японії як депутат від ліберально-демократичної партії на загальних виборах у жовтні 1996 року у віці 33 років. Він переміг на виборах із напруженою конкуренцією у новоствореному 15-му окрузі Канагава, що охоплює міста Хірацука та Чигасакі. З тих пір його переобирали шість разів: у 2000, 2003, 2005, 2009, 2012 і 2014 роках відповідно. Загальна кількість голосів, яку він отримав у 2005 році, становила 186 770 голосів, — друге місце за кількістю голосів після тодішнього прем'єр-міністра Японії.
Коно був членом п'яти постійних комісій Палати представників: з економіки, навколишнього середовища, здоров'я, праці та добробуту; торгівлі та промисловості, фінансів. Крім того, він був членом двох спеціальних комітетів: у справах споживачів та у справах дітей та молоді.

### Керівництво
З січня по жовтень 2002 року Коно був парламентським секретарем з питань державного управління, відповідав за адміністративні реформи, органи місцевого самоврядування та «електронне урядування». З листопада 2005 року по вересень 2006 він був старшим віце-міністром юстиції в уряді Коїдзумі.
У жовтні 2002 року Коно був призначений директором Комітету із закордонних справ Палати представників. Через два місяці він пішов у відставку з цієї посади на знак протесту проти війни в Іраку, звинувативши міністра закордонних справ Кавагучі в тому, що він недостатньо пояснив політику уряду.
Коно виконував обов'язки голови комітету Ліберально-демократичної партії до листопада 2003 року і був одним із небагатьох членів ЛДП, які виступали проти відправлення сил самооборони до Іраку.
У 2004 році Коно був призначений помічником генерального секретаря Ліберально-демократичної партії, а також був обраний головою префектури Ліберально-демократичної партії в префектурі Канагава. Він був наймолодшим (41 рік) головою префектури в ЛДП. У 2005 році він очолив партію в Канагаві на загальних виборах.
У 2004 році Коно виступив співавтором поправки про економічні санкції до закону про валюту, яка надає уряду повноваження в односторонньому порядку оголошувати економічні санкції проти будь-якої держави; і законопроєкту про закриття порту, який дозволяє уряду заборонити вхід іноземних суден з японських портів. На його вебсайті зазначено, що «ціллю була Північна Корея». Він також виступив спонсором законопроєкту про реформу Організації Об'єднаних Націй, який вимагав би від уряду знижувати свої добровільні внески в систему ООН на 10 відсотків щороку, доки не будуть внесені зміни до складу Ради Безпеки.
Коно пішов у відставку з посади голови ЛДП Канагава після місцевих виборів 2007 року, на яких підтримуваний ЛДП кандидат Тадасі Сугіно програв чинному голові Сігефумі Мацузаві. Він став головою комітету Палати представників із закордонних справ у вересні 2008 року. Він балотувався на пост президента ЛДП у 2009 році, але зазнав поразки від Садаказу Танігакі.
Коно замінив Хіроюкі Соноду на посаді заступника генерального секретаря ЛДП у квітні 2010 року, після того як Сонода залишив партію, щоб приєднатися до Японської партії «Схід».